# Lissonota aleutiana
Lissonota aleutiana là một loài tò vò trong họ Ichneumonidae.